# Villarrica (Chile)
Villarrica é uma comuna do Chile, da Província de Cautín na IX Região de Araucanía. Situa-se às margens do lago de mesmo nome e Limita-se com as cidades de Temuco(Capital da IX região) e Pucón. Villarrica é também o nome de um vulcão - ativo - nas proximidades da cidade; porém o mesmo encontra-se mais próximo de Pucón do que de Villarrica.